# Forest Hills Tennis Classic 2007
Forest Hills Tennis Classic 2007 — жіночий тенісний турнір, що проходив на відкритих кортах з твердим покриттям у Нью-Йорку (США). Це був 4-й за ліком Forest Hills Tennis Classic. Належав до турнірів 4-ї категорії в рамках Туру WTA 2007. Тривав з 21 до 25 серпня 2007 року. Хісела Дулко здобула титул в одиночному розряді.

## Переможниці та фіналістки

### Одиночний розряд
Хісела Дулко —  Віржіні Раззано, 6–2, 6–2
- Для Дулко це був 2-й титул за сезон і за кар'єру.